# Héctor Martínez Torres
Héctor Martínez Torres (Alcalá de Henares, Madrid, 1 de enero de 1995), o Héctor Martínez, es un futbolista español que juega como defensa en la R. S. D. Alcalá de la Segunda Federación.

## Trayectoria
La trayectoria de Héctor Martínez comenzó en los escalafones inferiores del Real Madrid CF, con el que jugó 30 encuentros con el Juvenil “A” durante el curso 2013-14 en el Grupo V de División de Honor Juvenil.
Su temporada le permitió debutar aquella misma campaña en la categoría de bronce del fútbol español con el Real Madrid C en la jornada 35, frente a la UB Conquense.
De cara a la campaña 2014-15 pasó a integrar la plantilla del segundo filial madridista con el que compitió en el Grupo VII de Tercera División, participando en cinco partidos: cuatro de ellos como titular. 
En la temporada 2015-16, en la que dio el salto al Real Madrid Castilla con el que fue campeón del Grupo II de Segunda División B, disputando el play-off de ascenso. Entre la fase regular y la postemporada, acabó jugando 20 partidos.
En la temporada 2016-17 abandonó el club madrileño para jugar en el CD Guijuelo del Grupo I de Segunda División B, jugando 37 partidos y jugó los dos duelos de dieciseisavos de final en la Copa del Rey frente el Club Atlético de Madrid.
En verano de 2017 firmó por el Granada CF B para reforzar a su filial del Grupo IV de la Segunda B. En el filial granadino jugaría durante tres temporadas llegando a ser capitán del equipo.
El 23 de septiembre de 2020 firmó por el AEK Larnaca de la Primera División de Chipre.
En la temporada 2021-22, firma por el Mezőkövesd-Zsóry SE de la Nemzeti Bajnokság I húngara.
El 30 de enero de 2022, firma por el Real Murcia Club de Fútbol de la Segunda División RFEF.
El 14 de julio de 2025, se confirma el fichaje por la RSD Alcalá de la Segunda Federación.

## Clubes
| Club                       | País    | Año       |
| -------------------------- | ------- | --------- |
| Real Madrid C. F. "C"      | España  | 2014-2015 |
| Real Madrid Castilla C. F. | España  | 2015-2016 |
| C. D. Guijuelo             | España  | 2016-2017 |
| Recreativo Granada         | España  | 2017-2020 |
| AEK Larnaca                | Chipre  | 2020-2021 |
| Mezőkövesd-Zsóry SE        | Hungría | 2021-2022 |
| Real Murcia C. F.          | España  | 2022      |
| C. P. El Ejido             | España  | 2022-2023 |
| C. D. A. Navalcarnero      | España  | 2024      |
| U. D. Sanse                | España  | 2024-2025 |
| R. S. D. Alcalá            | España  | 2025-     |